# Bartosz Huzarski
Bartosz Huzarski (* 27. Oktober 1980 in Świdnica) ist ein ehemaliger polnischer Radrennfahrer.

## Karriere
Bartosz Huzarski begann seine Karriere 2002 bei dem polnischen Radsportteam Mróz. Im Jahr darauf gewann er eine Etappe der Internationalen Friedensfahrt. Bei der zur UCI ProTour gehörenden Polen-Rundfahrt 2005, entschied er die Bergwertung für sich und wurde Zweiter in der Zwischensprintwertung. Im folgenden Jahr konnte er seinen Sieg in der Bergwertung verteidigen.
2008 gewann Huzarski Rennen in seiner Heimat, u. a. die Gesamtwertung des Szlakiem Grodów Piastowskich. 2009 wechselte er zu ISD. Bei der Settimana Internazionale 2010 in Italien siegte er auf einen Teilstück, genauso wie bei der Settimana Ciclistica Lombarda. 2011 ging er zum deutschen Team NetApp. Beim Giro 2012 wurde er auf einer Etappe Zweiter in Assisi. 2013 gewann er die Zwischensprintwertung der Polen-Rundfahrt.
2014 wurde Huzarski mit dem Verdienstkreuz der Republik Polen in Bronze ausgezeichnet.
2015 war er Teil des Teams, das das Zeitfahren beim Giro del Trentino gewonnen hatte. Auf der 7. Etappe der Tour de France 2015 wurde er als kämpferischster Fahrer des Tages ausgezeichnet.
Nachdem er von seiner Mannschaft keinen Vertrag mehr erhalten hatte, beendete er nach Ablauf der Saison 2016 seine Laufbahn als Aktiver.

## Erfolge
2003
- eine Etappe Internationale Friedensfahrt

2005
- eine Etappe Bałtyk-Karkonosze Tour
- Bergwertung Polen-Rundfahrt

2006
- Bergwertung Polen-Rundfahrt

2008
- GP Dzierzoniowa
- Szosami Zagłębia
- Gesamtwertung und eine Etappe Szlakiem Grodów Piastowskich
- Prolog Bałtyk-Karkonosze Tour

2010
- eine Etappe Settimana Internazionale
- eine Etappe Settimana Ciclistica Lombarda
- Mannschaftszeitfahren Brixia Tour

2012
- Mannschaftszeitfahren Settimana Internazionale
- eine Etappe Course de la Solidarité Olympique

2013
- Zwischensprintwertung Polen-Rundfahrt

2015
- Mannschaftszeitfahren Giro del Trentino

## Platzierung bei den Grand Tours
| Grand Tour            | 2009 | 2010 | 2011 | 2012 | 2013 | 2014 | 2015 | 2016 |
| --------------------- | ---- | ---- | ---- | ---- | ---- | ---- | ---- | ---- |
| Giro d’ItaliaGiro     | 102  | –    | –    | 70   | –    | –    | –    | –    |
| Tour de FranceTour    | –    | –    | 132  | –    | –    | 68   | 108  | 39   |
| Vuelta a EspañaVuelta | –    | –    | –    | –    | 35   | –    | –    | DNF  |